# دال سرسفید
دال سرسفید (نام علمی: Trigonoceps occipitalis) نام یک گونه از تیره عقابیان است.